# Suzanne Gray
Suzanne Gray es una experta británica en meteorología dinámica y profesora de Meteorología en la Universidad de Reading, donde actualmente es jefa académica del Departamento de Meteorología. Realizó contribuciones significativas a la comprensión y predicción de tormentas de carácter extremo y ciclones tropicales.

## Trayectoria
Gray se licenció en Ciencias Naturales (especialidad en física teórica) en la Universidad de Cambridge en 1993. Se trasladó a la Universidad de Reading e hizo un doctorado sobre ciclones tropicales con George Craig. Desde 1996 trabajó en varios puestos de investigación y docencia dentro del Departamento de Meteorología de la Universidad de Reading, convirtiéndose en profesora de Meteorología en 2013.
La investigación de Gray se centra en cuatro temas clave: predictibilidad, sistemas convectivos de mesoescala, climatologías y contaminantes transportados por sistemas meteorológicos. Y tiene, aproximadamente, 100 publicaciones científicas. La gama de fenómenos meteorológicos naturales que refleja en su trabajo incluye nubes convectivas, la estructura mesoescalar 'chorros de aguijón' (sting jets) en tormentas de viento de carácter extremo, ciclones tropicales y extratropicales, bajas polares y regímenes meteorológicos (patrones meteorológicos persistentes).
Entre 2012 y 2014 fue editora de la revista Monthly Weather Review y entre 2013 y 2017 de Atmospheric Science Letters. En 2014 publicó "Dynamics and predictability of middle latitude weather systems and their higher and lower latitude interactions" para el World Meteorological Organisation assessment of Seamless Prediction of the Earth System.
Desde 2018 es editora de la revista Nature Partner Journal, Climate and Atmospheric Science.

## Premios y reconocimientos
- En 2001 es galardonada con el Premio LF RIchardson de la Real Sociedad Meteorologíca por su publicación "Analysis of the eyes formed in simulated tropical cyclones and polar lows".[8][9]
- En 2012 es preseleccionada para el premio Lloyd's Science of Risk.[10]
- En 2017 recibe el Buchan prize de la Real Sociedad Meteorológica por "su importante y original contribución a la meteorología".[11][12]
- Desde 2010 es miembro del Natural Environment Research Council (NERC) Peer Review College.[13]